# La Ciénega, Chilapa de Álvarez
La Ciénega är en ort i Mexiko.   Den ligger i kommunen Chilapa de Álvarez och delstaten Guerrero, i den södra delen av landet, 200 km söder om huvudstaden Mexico City. La Ciénega ligger 1 411 meter över havet och antalet invånare är 187.
Terrängen runt La Ciénega är huvudsakligen kuperad, men norrut är den bergig. La Ciénega ligger nere i en dal. Runt La Ciénega är det ganska glesbefolkat, med 42 invånare per kvadratkilometer. Närmaste större samhälle är Chilapa de Alvarez, 1,7 km sydväst om La Ciénega. Omgivningarna runt La Ciénega är en mosaik av jordbruksmark och naturlig växtlighet.